# Saint-Mézard
Saint-Mézard (en occitano, Sent Mesard) es una comuna francesa situada en el departamento de Gers, en la región de Occitania.

## Demografía
| 327 | 314 | 251 | 236 | 238 | 202 | 229 |
| Para los censos de 1962 a 1999 la población legal corresponde a la población sin duplicidades (Fuente: INSEE [Consultar]) |     |     |     |     |     |     |